# Hämmerli
 (mai 2019).
Hämmerli est une entreprise de fabrication d'armes à feu fondée en Suisse en 1863.
Elle est surtout connue pour la fabrication de pistolets monocoups destinés au tir sportif et de carabines à plomb.

## Histoire
L'entreprise a été fondée en 1863 à Lenzbourg par le maître serrurier Johann Ulrich Hämmerli (1824 - 1891).
À partir de 1863, l'administration militaire fédérale passa commande à l'entreprise pour la fabrication de canons de fusil pour les armes d'ordonnance suisses.
En 1933, l'entreprise a lancé son premier pistolet : le pistolet de match « MP33 ». Jusqu'en 1939, les équipes équipées de cette arme ont remporté les médailles d'or par équipe lors de tous les championnats du monde.
Le fils de Johann Ulrich Hämmerli, Jeannot (né en 1851), armurier de formation, reprit en 1876, avec l'ancien maître d'œuvre de « Richner », Johann Heusch, originaire de Prusse, l'entreprise paternelle qui portait désormais le nom de « Hämmerli und Hausch ».
En 1912, Rudolf Hämmerli (né en 1886), l'un des six fils de la famille de Jeannot Hämmerli, prit la direction technique de l'entreprise. Huit ans plus tôt, Fritz Hausch avait déjà pris la place de son père en tant que copropriétaire de l'entreprise.
Dès la fin de la deuxième guerre mondiale, Rudolf Hämmerli s'est efforcé d'élargir le programme de fabrication d'armes de sport. Rudolf Hämmerli est décédé à l'âge de 60 ans et l'entreprise n'est plus en possession de la famille. De nouveaux associés ont repris le flambeau : Jacques Bertschinger, E. Thommen et le Dr Wackernagel. Ils relancèrent l'exportation des armes Hämmerli, qui permirent aux tireurs sportifs de fêter leurs triomphes lors des championnats du monde de 1947 et des Jeux olympiques de Londres en 1948.
En 1951, Hämmerli reprit la représentation générale suisse du constructeur allemand de véhicules utilitaires « Magirus-Deutz ».
En 1956, la « Hämmerli GmbH Tiengen » (Allemagne) a été fondée en tant que succursale. Son but était de pouvoir produire aussi bien dans la CEE de l'époque que dans l'espace AELE. « Hämmerli Tiengen » s'est vu confier la fabrication des armes de sport au CO2, une nouveauté à l'époque, et s'est chargée en même temps de la distribution en Allemagne des armes de match fabriquées en Suisse.
En 1973, la société Hämmerli est reprise par SIG Schweizerische Industrie-Gesellschaft Neuhausen. Cela permet d'améliorer l'assortiment de vente et les possibilités de développement. De plus, des commandes de sous-traitance pour les pièces de rechange des fusils d'assaut SIG 57 et 90 peuvent être exécutées.
SIG Arms Hämmerli AG - En raison d'une nouvelle organisation, l'entreprise est rebaptisée SIG Arms Hämmerli AG début 1997.
En 2000, la division d'armes SIG a été vendue à Lüke et Ortmeier Holding  et la même année, Hämmerli a été rétablie en tant qu'entreprise indépendante.  La nouvelle Hämmerli AG a ensuite déménagé de Zoug vers le site de production de Lenzburg en 2001  et a été transférée à Neuhausen am Rheinfall en 2003.  Le site de Lenzbourg a été abandonné et les bâtiments du site traditionnel de 25 000 m² ont été transférés à un autre usage.  La société Hämmerli a fusionné avec SAN Swiss Arms AG en 2006 et Umarex a repris la marque Hämmerli du groupe Lüke et Ortmeier la même année.

## Produits
L’entreprise commercialise plusieurs types d'armes de sport.
En 1933, l'entreprise a lancé son premier pistolet : le pistolet de match « MP33 ». Il était conçu pour la cartouche de match suisse de calibre .22 extra long No. 7. Jusqu'en 1939, les équipes équipées de cette arme ont remporté les médailles d'or par équipe lors de tous les championnats du monde.
Dans les années 1960, une multitude de nouveaux modèles apparaissent :
À partir de 1958, le « Sparkler » est produit en deux versions et est remplacé en 1960 par le modèle « Single », plus perfectionné. Les fusils CO2 « Junior » et « Match » suivent.
En 1966, le pistolet à tir rapide « Rapid » est ajouté à la gamme. Pour répondre aux exigences accrues du tir à 10 mètres, qui gagnait en popularité, le pistolet CO2 « Master » a été créé. Ce modèle a été fabriqué jusqu'en 1979 avec des améliorations constantes. Le modèle « Duel » avec chargeur est ensuite apparu, suivi par le pistolet léger et bon marché appelé « Prince ».
La série de modèles la plus connue de l'entreprise est le pistolet automatique Hämmerli-Walther , développé en collaboration avec Walther .

## Galerie d'images

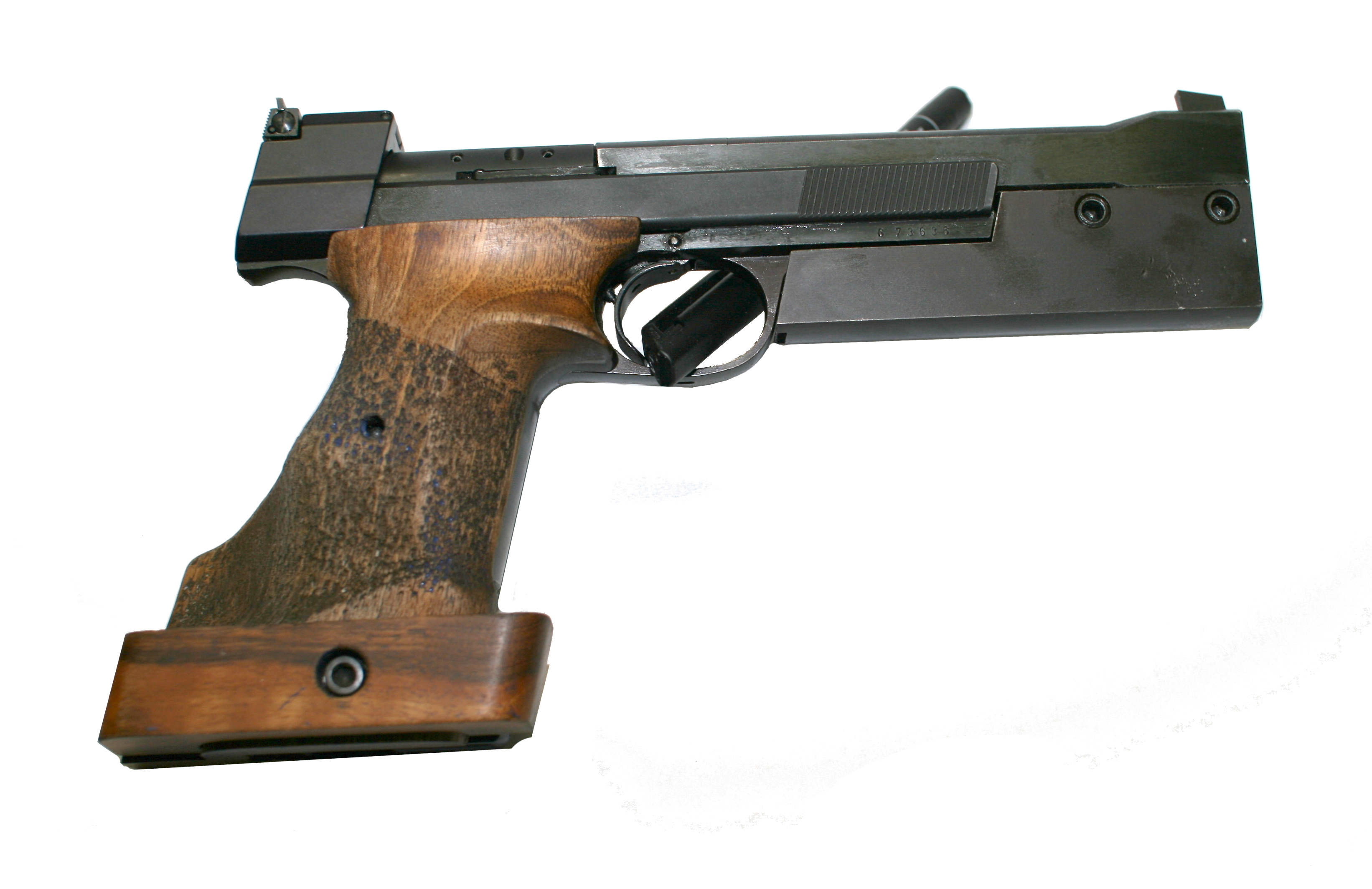
Pistolet Hämmerli 215.
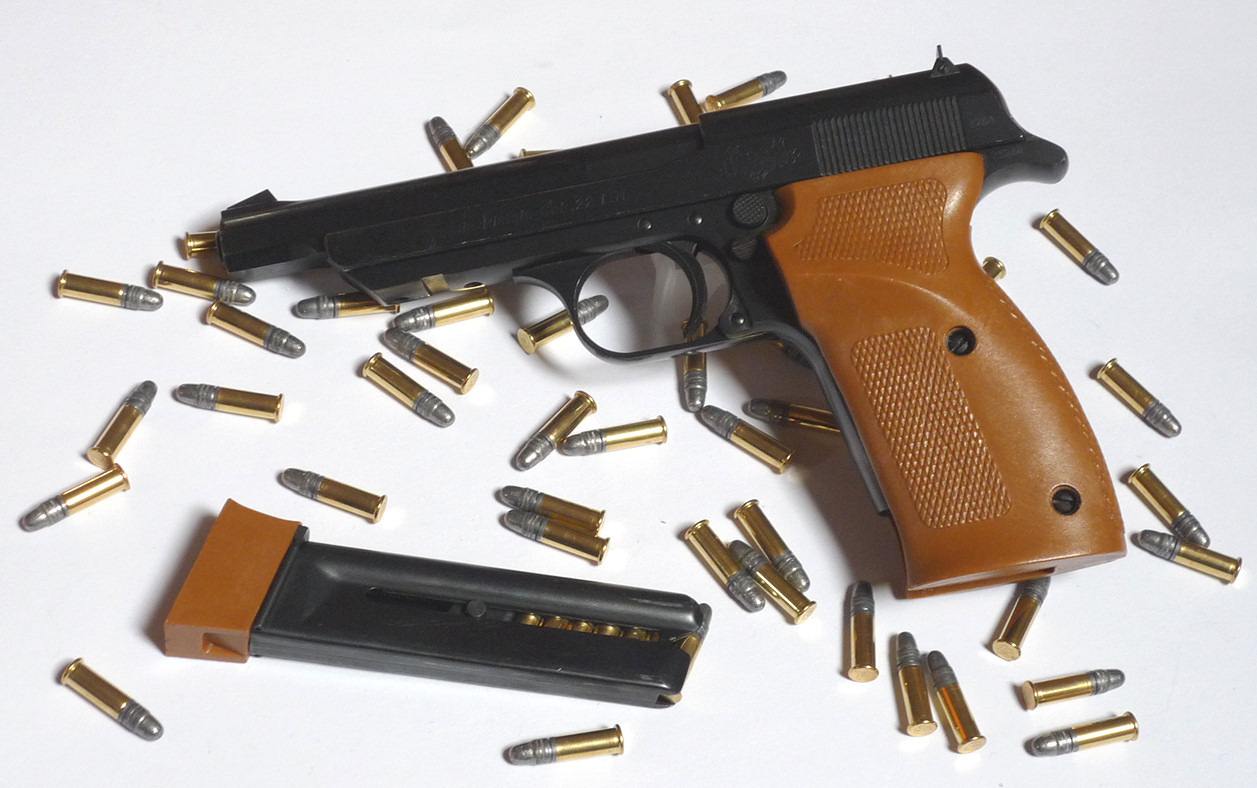
Walther Olympia.
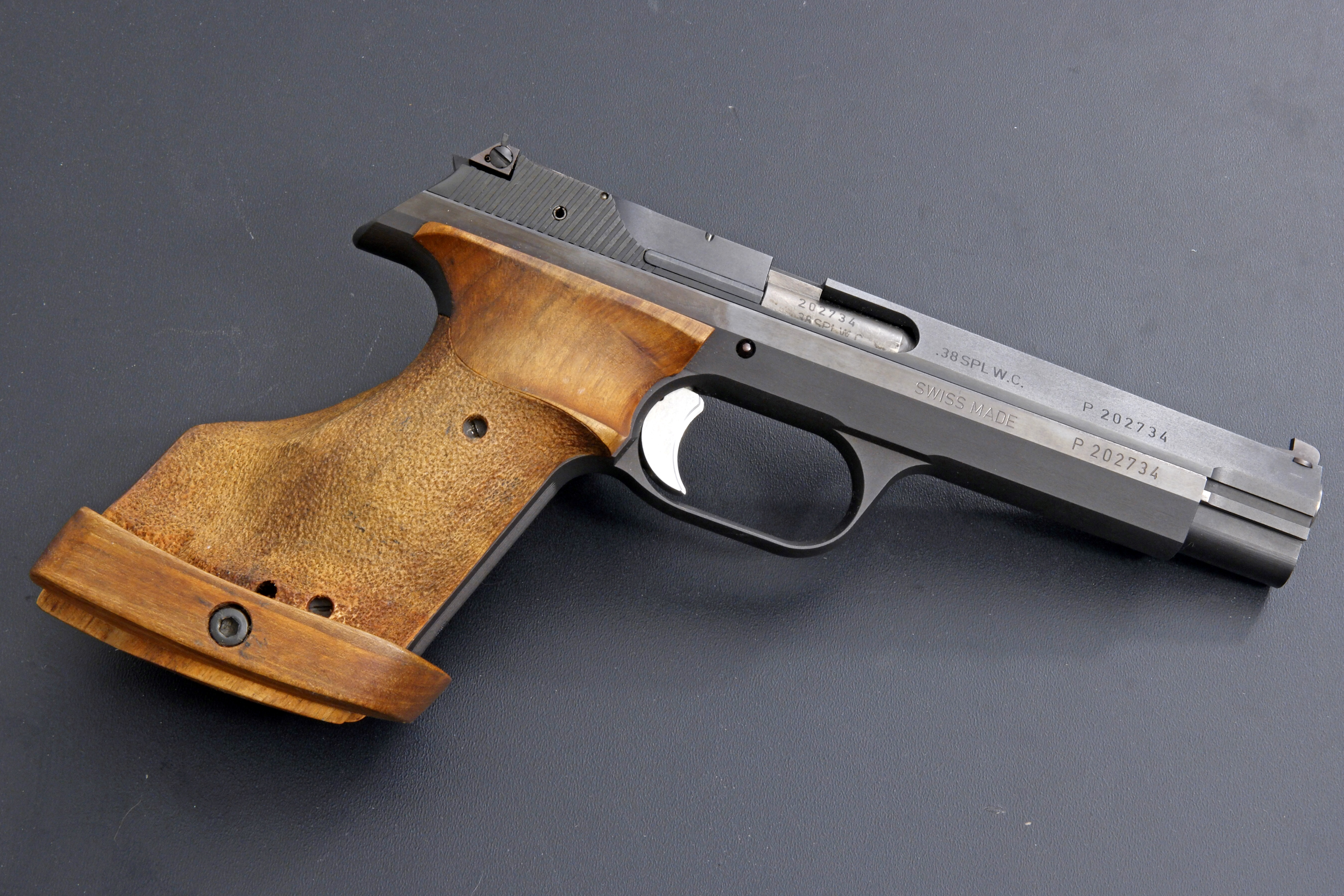
P240.
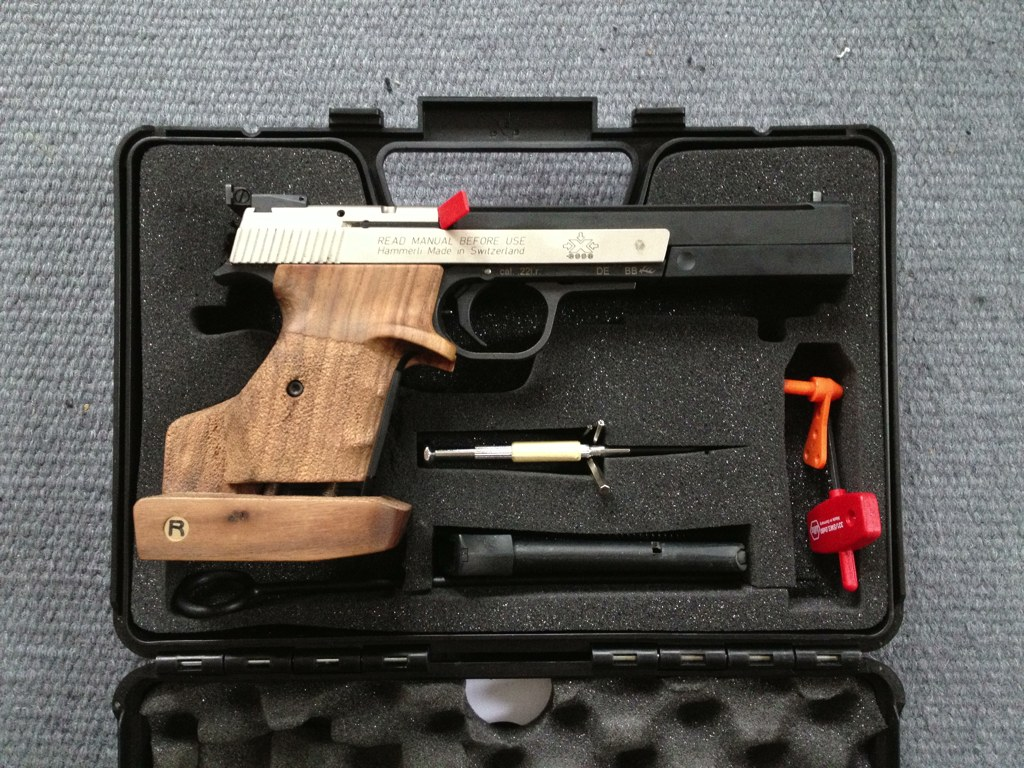
X-esse.